# Mogrus v-albus
Mogrus v-albus är en spindelart som beskrevs av Simon 1890. Mogrus v-albus ingår i släktet Mogrus och familjen hoppspindlar. Inga underarter finns listade i Catalogue of Life.